# Caldwell (Arkansas)
Caldwell város az USA Arkansas államában, Saint Francis megyében. Lakosainak száma 451 fő (2020. április 1.).

## Népesség
A település népességének változása:
| Lakosok száma | 292  | 555  | 451  |
|               | 1970 | 2010 | 2020 |